# Authie (Somme)
 Authie  es una población y comuna francesa, en la región de Picardía, departamento de Somme, en el distrito de Amiens y cantón de Acheux-en-Amiénois.

## Demografía
| 283 | 294 | 280 | 256 | 208 | 238 |
| Para los censos de 1962 a 1999 la población legal corresponde a la población sin duplicidades (Fuente: INSEE [Consultar]) |     |     |     |     |     |